# ACIS
ACIS é um núcleo geométrico desenvolvido pela companhia de software Spatial Corp. que permite  modelar a três dimensões. ACIS é utilizado pela criação de sistemas computacionais (software) tipo: CAD, Manufatura auxiliada por computador (CAM), AEC, Maquete eletrônica e outros.

## Sistemas Operacionais
| Plataforma | Sistema Operacional                 | Compilador                                                         | 32-bit | 64-bit |
| ---------- | ----------------------------------- | ------------------------------------------------------------------ | ------ | ------ |
| Microsoft® | Windows XP Professional SP2         | Visual C++ .NET 2005                                               | X      |        |
| Microsoft® | Windows 2000 SP4                    | Visual C++ .NET 2003                                               | X      |        |
| Microsoft® | Windows Server 2003                 | Visual C++ 6.0 SP5                                                 | X      |        |
| Microsoft® | Windows XP Professional x64 Edition | Platform SDK for Windows Server February 2003 Version 13.10.2240.8 |        | X      |
| Red Hat®   | Enterprise Linux, Version 3         | GNU C++ gcc 3.2.3                                                  | X      | X      |
| Apple®     | OS X 10.4 (Native BSD)              | GNU C++ gcc 4.0 and XCode 2.3                                      | X      |        |
| IBM®       | AIX® Version 5.1                    | VisualAge® C++ Version 6.0                                         | X      | X      |
| HP         | HP-UX 11.0                          | HP aC++ Version A.03.52                                            | X      | X      |
| SunTM      | SolarisTM 8&9                       | Sun ONETM Studio 8                                                 | X      | X      |

## Web
- Spatial Corp.
- ACIS Official Website